# National Institute for Occupational Safety and Health
National Institute for Occupational Safety and Health (NIOSH) en amerikansk motsvarighet till det nedlagda svenska Arbetslivsinstitutet.